# Schlachtgeschwader 9
La Schlachtgeschwader 9 (SG 9) (9e escadron d'attaque au sol) est une unité d'attaque au sol de la Luftwaffe pendant la Seconde Guerre mondiale. 

## Opérations
Le SG 9 a mis en œuvre principalement des avions Junkers Ju 87G, Focke-Wulf Fw 190 Panzerblitz et Henschel Hs 129.

## Organisation
Le SG 9 n'a été que partiellement constitué, sans Geschwaderstab (état-major d'escadron) avec seulement 2 gruppen. 

### I. Gruppe
Formé le 7 janvier 1945 à Eggersdorf avec :
- Stab I./SG 9 nouvellement créé basé à Eggersdorf
- 1.(Pz)/SG 9 à partir du 12.(Pz)/SG 9 basé à Eggersdorf équipé de Fw 190 Panzerblitz
- 2.(Pz)/SG 9 à partir du 10.(Pz)/SG 1 basé à Eggersdorf équipé de Ju 87G
- 3.(Pz)/SG 9 à partir du 10.(Pz)/SG 3 basé à Eggersdorf équipé de Ju 87G

Tous les staffeln opèrent de manière indépendante les uns des autres.
Gruppenkommandeure (Commandant de groupe) :
| Début          | Fin        | Grade | Nom                  |
| -------------- | ---------- | ----- | -------------------- |
| 7 janvier 1945 | 8 mai 1945 | Major | Andreas Kuffner (en) |

### IV. Gruppe
Formé le 18 octobre 1943 à Kirovograd à partir du Führer der Panzerjäger-Staffeln (formé en août 1943) avec :
- Stab IV./SG 9 à partir du Führer der Panzerjäger-Staffeln
- 10.(Pz)/SG 9 à partir du 4.(Pz)/Sch.G.1
- 11.(Pz)/SG 9 à partir du 8.(Pz)/Sch.G.1
- 12.(Pz)/SG 9 à partir du 4.(Pz)/Sch.G.2
- 13.(Pz)/SG 9 à partir du 8.(Pz)/Sch.G.2
- 14.(Pz)/SG 9 à partir du Panzerjäger-Staffel/JG 51

Tous les staffeln, équipé de HS 129B, opèrent de manière indépendante les uns des autres.
Le 11.(Pz)/SG 9 se retire à Udetfeld le 27 décembre 1943 pour une période de repos, et devient en janvier 1944 le Erprobungskommando 26. 
Le 12.(Pz)/SG 9 est équipé d'avions Hs 129 jusqu'en novembre 1944, quand il est retiré à Finsterwalde et commence à se rééquiper avec des Fw 190 Panzerblitz. Le 7 janvier 1945, il est rebaptisé 1.(Pz.)/SG 9.
Le 13.(Pz)/SG 9 est équipé d'avions Hs 129 jusqu'en janvier 1945, date à laquelle ce Staffel est converti sur des Fw 190 Panzerblitz.
Gruppenkommandeure :
| Début            | Fin              | Grade | Nom                    |
| ---------------- | ---------------- | ----- | ---------------------- |
| 18 octobre 1943  | 1er octobre 1944 | Major | Bruno Meyer (en)       |
| 1er octobre 1944 | ?                | Major | Hans-Hermann Steinkamp |
| ?                | 8 mai 1945       | Major | Handschke              |